# Erythropitta rubrinucha
La pita moluqueña meridional (Erythropitta rubrinucha) es una especie de ave paseriforme de la familia Pittidae endémica de las islas Buru, Ceram y las islas Lease, en Indonesia. Anteriormente se consideraba una subespecie de la pita ventrirroja.

## Distribución y hábitat
Se encuentra únicamente en algunas islas de las Molucas meridionales (Buru, Ceram y las islas Lease). Su hábitat natural son los bosques húmedos tropicales.